# Sebaconitrilo
El sebaconitrilo, nombre común del decanodinitrilo, es un dinitrilo de fórmula molecular C10H16N2.

## Propiedades físicas y químicas
A temperatura ambiente, el sebaconitrilo es un líquido transparente e incoloro con una densidad inferior a la del agua (ρ = 0,913 g/cm³),
Tiena su punto de ebullición a 199 °C, mientras que su punto de fusión es de 7 °C.
Su solubilidad en agua es de apenas 1 g/L, pues el valor del logaritmo de su coeficiente de reparto, logP = 1,54, implica una solubilidad considerablemente menor en disolventes polares que en disolventes apolares.
En cuanto a su reactividad, este dinitrilo es incompatible con agentes oxidantes.

## Síntesis
El sebaconitrilo se puede sintetizar a partir del 1,10-decanodiol en presencia de iodo molecular en amoníaco acuoso; el rendimiento con este procedimiento alcanza el 99%.
Los correspondientes dihaluros de decilo también sirven para elaborar sebaconitrilo, siendo el catalizador 1,3-diiodo-5,5-dimetilhidantoina en amoníaco acuoso: en el caso del 1,10-diiododecano el rendimiento es del 66%, mientras que para el 1,10-dibromodecano el rendimiento baja hasta el 58%.
Otro modo de obtener este nitrilo por monoalquilación de acetonitrilo con 1,6-hexanodiol en presencia de un complejo de iridio que actúa como catalizador.
Por otra parte, se ha propuesto el uso del 1,8-diciano-2,6-octadieno como precursor del sebaconitrilo, que se prepara por hidrogenación del primero en presencia de paladio sobre carbón vegetal. A su vez, el 1,8-diciano-2,6-octadieno se obtiene por condensación del 1-cloro-4-ciano-2-buteno.

## Usos
Se ha planteado el uso del sebaconitrilo en la manufactura de poliamidas elaboradas a partir del lisinol, aminoalcohol derivado del aminoácido lisina.
Asimismo, este dinitrilo puede ser utilizado en la fabricación de catalizadores de fosfinil amidina que se manejan en la producción de oligómeros de olefinas.
Puede también incluirse en líquidos iónicos como ligando de la parte catiónica del mismo junto a un complejo de plata (I); estos líquidos se emplean para la separación de olefinas de mezclas de olefina-parafina dentro del refinado del petróleo.
Otro uso distinto es formando parte de tetrazoles que previenen o inhiben la corrosión de superficies metálicas —en muchos casos de cobre o de aleaciones de este metal— presentes en sistemas para refrigeración de agua.
Por otro lado, se ha sugerido la utilización de este dinitrilo en electrolitos no acuosos que forman parte de baterías secundarias de litio, empleadas en dispositivos electrónicos portátiles, teléfonos móviles y fuentes de energía en automóviles.

## Precauciones
El sebaconitrilo es un compuesto combustible —tanto en forma líquida como vapor— que tiene su punto de inflamabilidad a 110 °C.
Puede ocasionar irritación al entrar en contacto con la piel y los ojos, así como en el tracto respiratorio y digestivo.
En el cuerpo humano se metaboliza a cianuro, que puede provocar dolor de cabeza, mareos, debilidad, inconsciencia, convulsiones, coma y eventualmente la muerte.